# جوزيف وليامز (سياسي)
جوزيف وليامز (بالإنجليزية: Joseph Williams)‏ هو قاضي ومحامي وسياسي أمريكي، ولد في 8 ديسمبر 1801، وتوفي في 31 مارس 1870.